# Ammotrechella tabogana
Espèce
Synonymes
- Ammotrecha tabogana Chamberlin, 1919

Ammotrechella tabogana est une espèce de solifuges de la famille des Ammotrechidae.

## Distribution
Cette espèce est endémique du Panama. Elle se rencontre sur l'île de Taboga. 

## Description
La femelle holotype mesure 16 mm

## Étymologie
Son nom d'espèce lui a été donné en référence au lieu de sa découverte, l'île de Taboga.

## Publication originale
- Chamberlin, 1919 : A new solpugid from Panama. Proceedings of the Biological Society of Washington, vol. 32, p. 211- 212 (texte intégral).